# Houser Peak
Der Houser Peak ist ein 1080 m hoher Berg an der Bowman-Küste des Grahamlands auf der Antarktischen Halbinsel. Am Kopfende des Solberg Inlet ragt er zwischen dem Tofani-Gletscher und dem Franca-Gletscher auf.
Luftaufnahmen entstanden 1940 bei der United States Antarctic Service Expedition (1939–1941) und 1966 durch die United States Navy. Der Falkland Islands Dependencies Survey nahm zwischen 1946 und 1948 Vermessungen vor. Das Advisory Committee on Antarctic Names benannte den Berg 1977 nach Elaine Houser, Mitarbeiterin in der Geschäftsführung des Ingenieurs- und Ausrüstungsunternehmens Holmes and Narver aus dem kalifornischen Orange, das von 1968 bis 1980 bei der Versorgung der Antarktisstationen des United States Antarctic Research Program behilflich war.